# Бур (Малопольське воєводство)
Бур (пол. Bór) — село в Польщі, у гміні Шафляри Новотарзького повіту Малопольського воєводства.
Населення — 480 осіб (2011).
У 1975-1998 роках село належало до Новосондецького воєводства.

## Демографія
Демографічна структура станом на 31 березня 2011 року:
|          | Загалом | Допрацездатний вік | Працездатний вік | Постпрацездатний вік |
| -------- | ------- | ------------------ | ---------------- | -------------------- |
| Чоловіки | 233     | 49                 | 161              | 23                   |
| Жінки    | 247     | 60                 | 146              | 41                   |
| Разом    | 480     | 109                | 307              | 64                   |